# Domnall III de Dalriada
Pour les articles homonymes, voir Donald.
Domnall mac Caustantín, roi des Scots de Dál Riata de 781 à 805 ou de 811 à 835.

## Biographie
Contrairement aux Synchronismes de Flann Mainistreach qui le désigne comme « Domnall mac Custantin » , le Duan Albanach accorde à un roi « Domnall », sans toutefois nommer le nom de son père, un règne de 24 ans situé juste avant  celui de Conall mac Tagd qui aurait lui-même régné 2 ans avant d'être tué en 807. Sur cette base chronologique le règne de Domnall sur le Dalriada pourrait être daté de 781 à 805.
Les annales irlandaises, il est vrai lacunaires pour cette époque, ne mentionnent pas Domnall mais  citent  Donncoirce comme roi du Dalriada mort en 792. La dernière date antérieure relevée concernant le Dalriada est celle de la mort en 781 de Fergus mac Echdach
Alfred P. Smyth accepte de considérer Domnall comme un fils du roi Constantin mac Fergus, issu de la dynastie de Dalriada qui aurait régné sur cette région pendant que son père putatif régnait sur les Pictes avant d'unir les deux royaumes en 811. Il semble en fait que le Dalriada ait été partagé à cette époque entre plusieurs souverains.
Plus récemment, Alex Woolf, continue de considérer Domnall comme un fils de Constantin mac Fergus, mais repousse les 24 années de son règne à la période 811 à 835 comme sub-regulus de Dalriada sous l'autorité de son père puis de son oncle qui n'auraient été que les rois des seuls Pictes.
Dans ce contexte Aed mac Boanta lui succède pendant 4 ans, toujours comme roi subordonné des scots, avant de périr aux côtés d'Uuen mac Unuist dans un combat contre les Vikings